# Beiseuc
Beiseuc (Beiseuk, ehemals Faholulic, Foholulik) ist ein osttimoresischer Suco im Verwaltungsamt Tilomar (Gemeinde Cova Lima). Der alte Name Foholulic bedeutet auf Deutsch „Heiliger Berg“.

## Geographie

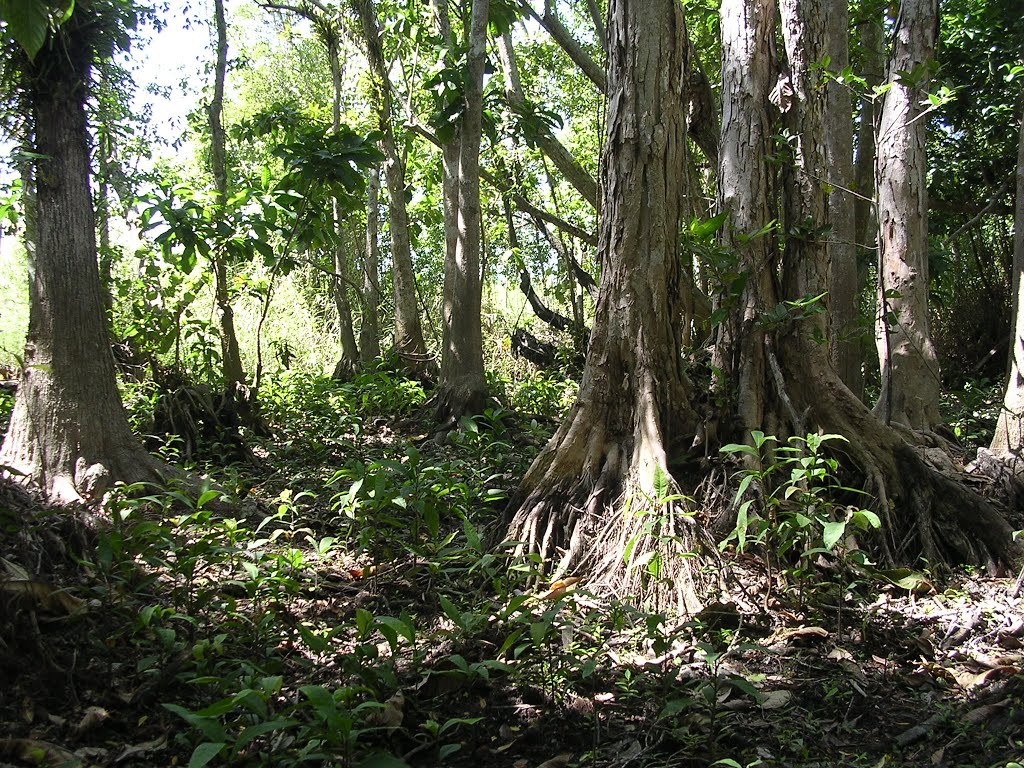
Sumpfwald umschließt den See Onu Laran im Süden von Beiseuc

Der Suco liegt im Westen des Verwaltungsamts Tilomar. Östlich liegt der ebenfalls zu Tilomar gehörende Suco Lalawa. Nördlich, jenseits des Flusses Maubui, befindet sich das Verwaltungsamt Fohorem mit seinen Sucos Fohoren und Dato Rua, nordwestlich das Verwaltungsamt Fatumean mit seinen Sucos Nanu und Belulic Leten. Im Westen und Südwesten grenzt Beiseuc an den indonesischen Distrikt Ostkobalima (Regierungsbezirk Malaka, Provinz Ost-Nusa Tenggara). Die Grenze zum Nachbarstaat bildet der Masin. In ihn mündet der Lenuk. Im Norden entspringt der Kalao, der in den Maubui mündet. Der Maubui ist ein Quellfluss des Tafara. Nahe der Küste der Timorsee im Süden liegt der größte See Cova Limas, der Onu Laran.
Vor der Gebietsreform 2015 hatte Beiseuc eine Fläche von 42,54 km². Die Reform brachte dem Suco Gebietsgewinne vom Suco Lalawa, inklusive der Orte We Taba, Walabaru und Tulaeduc Bawah, dem See Onu Laran und den Grenzübergang zu Indonesien in Motamasin. Die Fläche von Beiseuc beträgt nun 66,01 km².
Quer durch den Suco führt von Nordwesten nach Osten die Überlandstraße von Fatumea nach Tilomar. an ihr liegen die Orte Maubesi (Mauhesi), Niquiir (Nikir) und Fatuc Metan (Fatukmean). Im Nordwesten liegt das Dorf Foholulic (Foholulik, Foho Lulic), im Zentrum befindet sich der Ort Walatama (Walalama) und im Süden We Taba, Tulaeduc Bawah (Tulaiduk Bawah) und Walabaru. Zwischen den Flüssen Kalao und Maubui liegt der Ort Baer. Grundschulen gibt es in Foholulic und in Fatuc Metan (Escola Primaria Fatuc Metan).
Im Suco befinden sich die sieben Aldeias Baer, Fatuc Metan, Foholulic, Maubesi, Niquiir, Wala und Wetaba.

## Einwohner
In Beiseuc leben 2.683 Einwohner (2022), davon sind 1.341 Männer und 1.342 Frauen. Im Suco gibt es 542 Haushalte. Über 60 % der Einwohner geben Tetum Terik als ihre Muttersprache an. Über 30 % sprechen Bunak und eine Minderheit Tetum Prasa.

## Geschichte

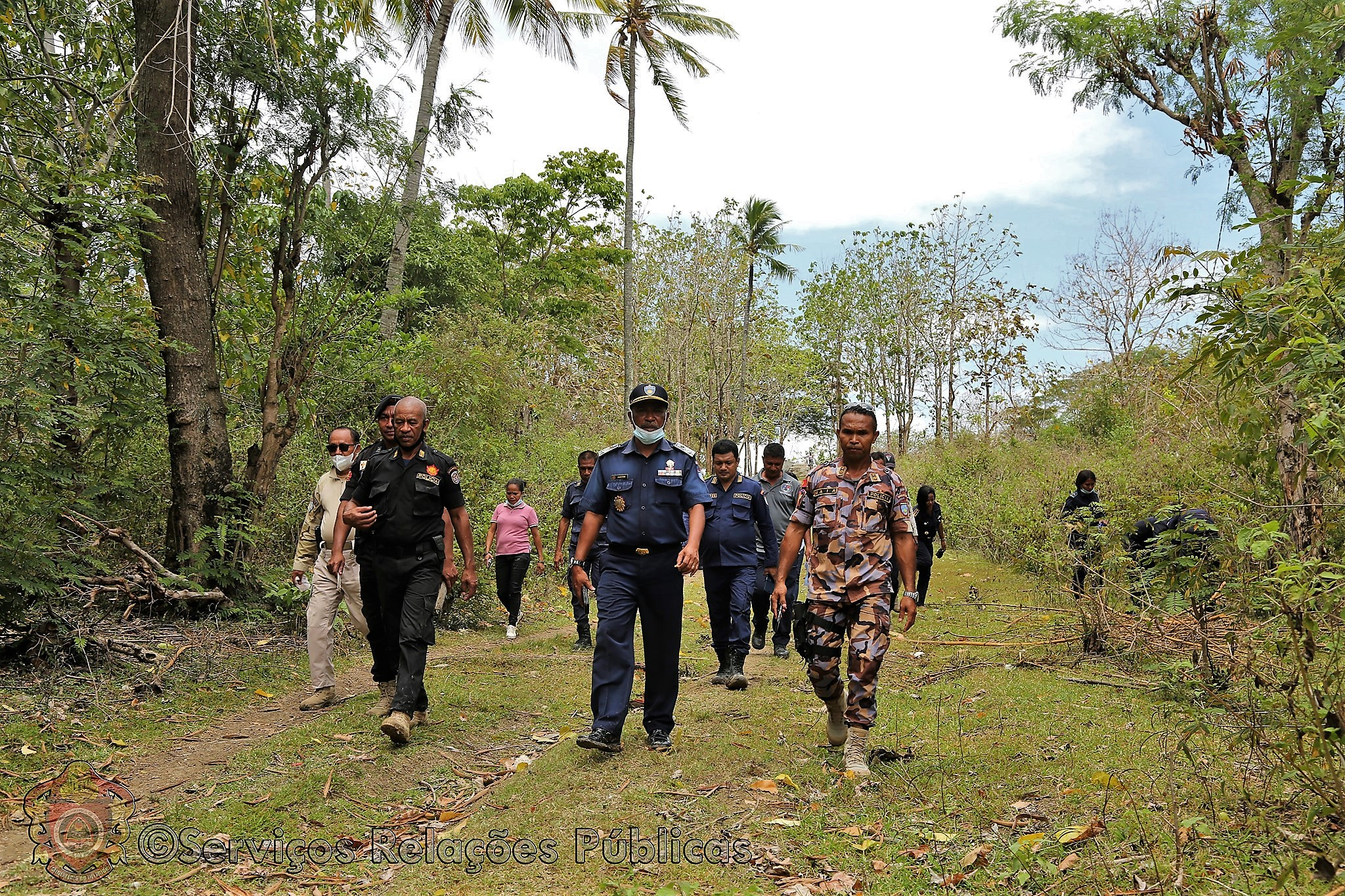
Die Grenzpolizei UPF in der Aldeia Wala

Die Bunak in Beiseuc und im höher gelegenen Teil von Lalawa kamen in einem großen Flüchtlingsstrom aus Bobonaro, als sie im Zweiten Weltkrieg vor der japanischen Armee flohen. Guerillaeinheiten der Alliierten hatten gegen die Japaner von Lolotoe und dem Ort Bobonaro aus operiert, woraufhin im August 1942 die japanischen Truppen Vergeltungsmaßnahmen gegen die Zivilbevölkerung in Bobonaro durchführten, was vermutlich mehreren Zehntausend Menschen das Leben kostete und andere in die Flucht trieb.
Am 23. April 1999 kam es während der Unruhen zur Zeit des Unabhängigkeitsreferendum in Osttimor zu Gewalttaten in Beiseuc. Drei Befürworter der Unabhängigkeit von Indonesien wurden ermordet, ein weiterer verschwand aus dem Dorf Niquiir. Indonesisches Militär und die pro-indonesische Miliz Laksaur zerstörten im Dorf Fatuc Metan mehrere Häuser und folterten die Bewohner. 950 Einwohner flohen in eine Kirche und eine Schule. Der lokale Führer der Laksaur-Miliz Miguel Mau wurde daher am 26. November 2003 zu neun Jahren Haft verurteilt. Oberster Kommandant von Laksaur war Olivio Mendonça Moruk (auch bekannt als Alisio Mau). Der Beamte für Öffentliche Arbeit war früher Chefe de Suco von Beiseuc (damals Foholulik), wurde aber wegen Korruption und sexuellem Missbrauch entlassen.

## Politik

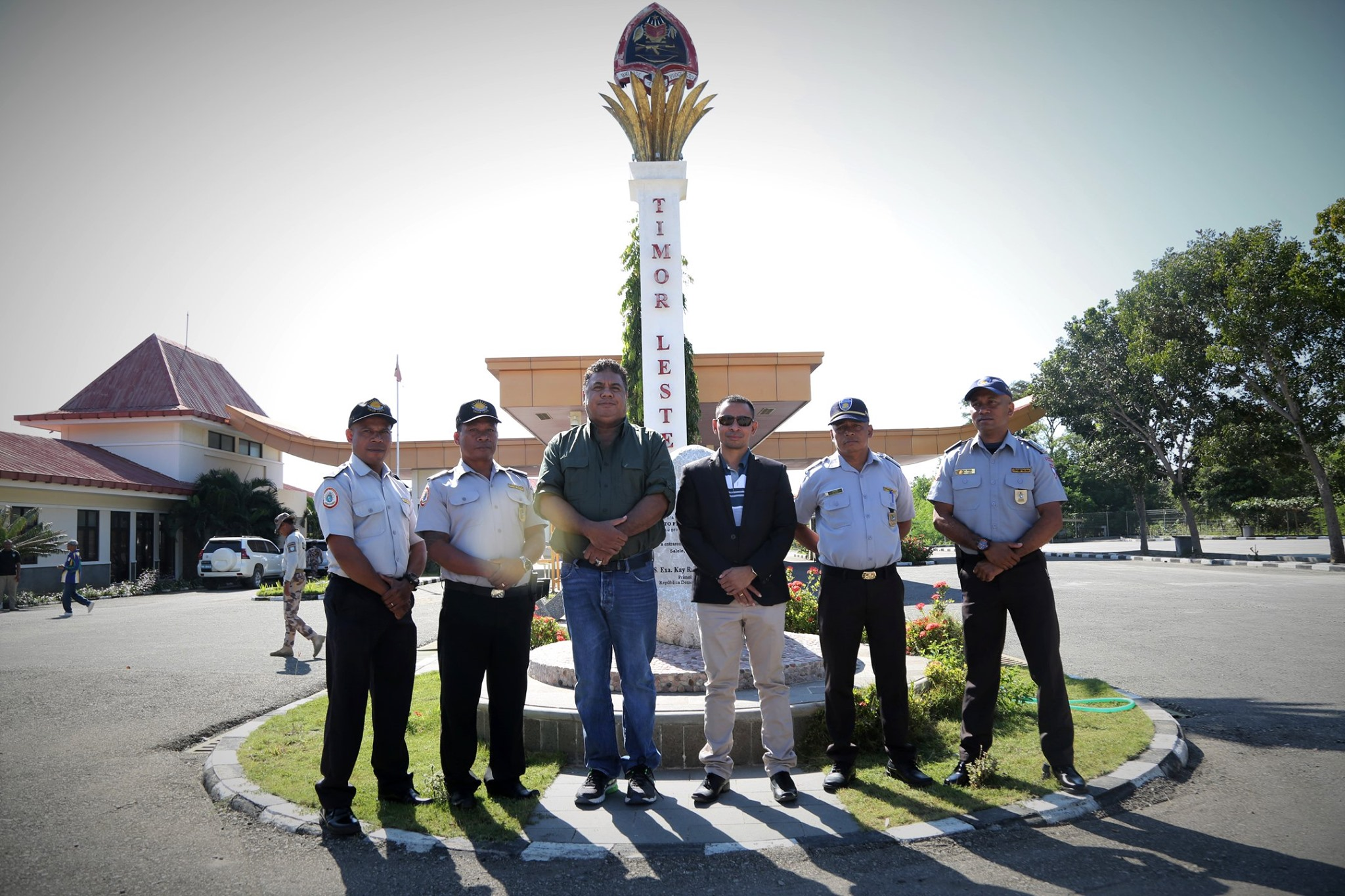
Der Grenzübergang in Motamasin

Bei den Wahlen von 2004/2005 wurde Verismo zum Chefe de Suco gewählt. Bei den Wahlen 2009 gewann Saturnino Cardoso Maia und wurde 2016 in seinem Amt bestätigt.